# Винокур, Владимир Натанович
Влади́мир Ната́нович Виноку́р (род. 31 марта 1948, Курск, СССР) — советский и российский артист эстрады, юморист, пародист, певец (бас), теле- и радиоведущий, педагог, театральный режиссёр, продюсер, поэт и прозаик. Народный артист РСФСР (1989), народный артист Кабардино-Балкарской Республики (2018). С 1989 года — руководитель Государственного «Театра пародий Владимира Винокура». Полный кавалер ордена «За заслуги перед Отечеством». Народный артист Дагестана.

## Биография
Родился 31 марта 1948 года в Курске в еврейской семье. Отец, Натан Львович Винокур (1919—1995), был известным в Курске строителем, умер в 76 лет, мать — Анна Юльевна Винокур (1 января 1922 — 6 августа 2018) — преподавала русский язык и литературу в средней школе, умерла в 96 лет. Старший брат, Борис Натанович Винокур (1944—26 июля 2010), был строителем как отец, потом предпринимателем в сфере строительства, а также занимался организацией гастролей артистов, жил в Курске, умер в Москве в возрасте 66 лет после операции на сердце, связанной с аномальной жарой.
В 1962 году Владимир Винокур отдыхал по путёвке в пионерском лагере «Артек». Там он принял участие в международном конкурсе, спел «Бухенвальдский набат» композитора Вано Мурадели и стал лауреатом, получив золотую медаль из рук первого космонавта Юрия Гагарина.
В 1963—1967 годах учился в Курском монтажном техникуме, попутно занимался на вечернем дирижёрско-хоровом отделении музыкального училища. На последнем году обучения предпринял попытку поступить в ГИТИС, на «отлично» прошёл три вокальных тура, но, не имея документов о законченном среднем образовании, выбыл из дальнейшего конкурса. В том же году был призван в армию, служил в ансамбле песни и пляски Московского военного округа в Москве.
В 1969 году, ещё находясь на военной службе, поступил в ГИТИС. С 1973 по 1975 годы совмещал учёбу с работой в цирке на Цветном бульваре, где исполнял песни (в частности, песню «Товарищ КамАЗ») и познакомился с Юрием Никулиным. На четвёртом курсе главный режиссёр Московского театра оперетты Георгий Ансимов пригласил Винокура к себе, и тот за два года сыграл там множество ролей.
В 1974 году по рекомендации пианиста Михаила Банка Юрий Маликов пригласил артиста в свой популярный ВИА «Самоцветы», где Винокур выступал с пародийным монологом «Осечка», по сюжету которого персонаж Винокура пригласил к себе девушку и, чтобы произвести на неё впечатление и показать круг своих друзей, вышел из квартиры и стал звонить домой из телефона-автомата, говоря голосами артистов — Владимира Высоцкого, Анатолия Папанова, Муслима Магомаева и Николая Сличенко. В конце номера ему задали вопрос — «ну и чем кончилось?» Выяснилось, что девушка вышла замуж за Геннадия Хазанова (которого Винокур тоже спародировал).
В 1977 году стал лауреатом Всероссийского конкурса артистов эстрады, выступив с монологом Леонида Якубовича «Про старшину Ковальчука». С тех пор начал сольную карьеру, выступал на самых главных сценах страны, выезжал за рубеж в составе официальных делегаций.
Выступал на закрытых концертах для партийных лидеров, давал концерты перед советскими войсками в Афганистане.
26 января 1992 года попал в тяжёлую автомобильную аварию во время гастролей в Восточной Германии. Два спутника Винокура погибли, сам он получил вывих таза на правой ноге и два сложных перелома — на левой. По словам Винокура, немецкие врачи ставили вопрос об ампутации ноги, после длительного лечения в советском военном госпитале, куда его перевезли, ему удалось полностью восстановиться.
В 1989 году создал свой «Театр пародий Владимира Винокура», которым руководит по сей день. 26 ноября 1991 года был назначен советником вице-президента РСФСР по делам культуры. В 1996 году стал лауреатом Кубка Аркадия Райкина на международном фестивале «More smeha» в Риге.
В разное время выступал с пианистом Левоном Оганезовым (программа «Выхожу один я»), актёрами Романом Казаковым и Ильей Олейниковым (программа «Нет лишнего билетика»), Ефимом Александровым.
Вместе с продюсером Владиславом Москалёвым организовал в Москве концертную программу «Звёзды балета XXI века», проходящую в Кремлёвском дворце съездов, в которой регулярно участвует его дочь. После начавшихся разногласий с Москалёвым, по словам его супруги, прима-балерины Большого театра Светланы Лунькиной, из-за угроз со стороны Винокура она вместе с детьми была вынуждена покинуть Россию и переехать в Канаду.

### Личная жизнь
- Жена — Тамара Викторовна Первакова-Винокур[12] (род. 2 ноября 1953), актриса, в прошлом артистка балета[13].
  - Дочь — Анастасия Винокур (род. 25 октября 1985[14]), окончила Московскую государственную академию хореографии в 2003 году[14], балерина. Солистка Большого театра[13][14][15]. В июне 2024 года удостоена почетного звания «Заслуженный артист Российской Федерации» за заслуги в области хореографического искусства[16]. Была замужем за музыкальным продюсером Григорием Матвеевичевым[17].
    - Внук — Фёдор Григорьевич Матвеевичев (род. 10 декабря 2015)[18].

### Общественная деятельность
16 января 2014 года Владимир Винокур участвовал в эстафете Олимпийского огня в Курске.
Входит в состав Общественного совета при Следственном комитете Российской Федерации.
В январе 2018 года стал доверенным лицом Владимира Путина на президентских выборах 18 марта 2018 года.
Летом 2018 года поддержал повышение пенсионного возраста.

## Санкции
7 января 2023 года, на фоне вторжения России на Украину, Винокур включён в санкционный список Украины, так как он «распространяет нарративы в соответствии с кремлевской пропагандой для целей оправдания действий России». Ранее Латвия запретила въезд в страну Винокуру, за поддержку вторжения на Украину, на неопределенный срок.

## Творчество

### Объекты пародий
- Юрий Антонов[25][26]
- Николай Басков
- Михаил Боярский[26][27][28][29]
- Леонид Брежнев
- Владимир Ворошилов (и его соведущая Тамара Вишнякова)[29][30]
- Владимир Высоцкий
- Олег Газманов[31]
- Николай Гнатюк[26][29]
- Михаил Горбачёв
- Карел Готт[27][28]
- Александр Градский[32]
- Вячеслав Добрынин[33]
- Сергей Зверев[34]
- Людмила Зыкина
- Анатолий Кашпировский[35]
- Вахтанг Кикабидзе[26][27][28][29][36]
- Иосиф Кобзон[26][37]<
- Александр Костюк[38]
- Игорь Крутой
- Валерий Леонтьев[29][39]
- Лев Лещенко[25][26][27][28][29][31][36][37][39][40][41]
- Муслим Магомаев[27]
- Евгений Мартынов[29]
- Андрей Миронов[26][29][41]
- Борис Моисеев
- Тынис Мяги[25][26][29][39][42]
- Пьер Нарцисс[43]
- Анатолий Папанов[27]
- Раймонд Паулс
- Евгений Петросян[44]
- Потап
- Владимир Пресняков-младший[34]
- Иосиф Пригожин
- Наталья Пугачёва[45]
- Эдита Пьеха
- Александр Розенбаум[37][46]
- Юрий Сенкевич[26]
- Александр Серов
- Николай Сличенко[27][40]
- Тарзан
- Геннадий Хазанов[26][40][47]
- Руслан Хасбулатов
- Дмитрий Хворостовский
- Эдуард Хиль[29][39]
- Адриано Челентано[37]
- Борис Штоколов[25][27][29][37]
- Михаил Шуфутинский
- Владимир Этуш[48]

### Известные персонажи
Певец
Оперный певец Григорий Долголоб, служащий в Чугуевской филармонии, впервые появился в моноспектакле «Выхожу один я» (номер «Играть — не играть»). Как аттестует его конферансье, «у него самое верхнее фа — там, в Чугуевской филармонии».
Старшина Ковальчук
Персонаж «Монолога старшины» (авторы — Михаил Кочин и Леонид Якубович).
Поэт
Нетрезвый поэт Анатолий Сергеевич Благовещенский. Впервые также появился в моноспектакле «Выхожу один я». Жена называет его «Шурик», намекая на Пушкина. 

Режиссёр спектакля «Выхожу один я» Александр Ширвиндт отзывался об этом номере так: «Смешной был текст. Смешной был образ. Мы узнавали в поэте то Евтушенко, то Вознесенского. То ли это Саша Иванов, то ли это вообще какой-то пьяный дебил».
Врач-невропатолог
Появился в пародии на кукольный спектакль (пародия называлась «Живым от нас никто не уйдёт»), высмеивающей недостатки медицины. Невменяемый врач, лечивший себя от тика кувалдой и рассказывающий, как он «Наполеоном работал». Издает разнообразные звуки.
Фафок
Персонаж с таким именем (имеется в виду имя Сашок) появился в монологе «Сюрприз будет» (автор Александр Володарский).
Зять
Также известен как «Зять в пальто». В первом случае явился к теще, чтобы попросить денег. Во втором — позвонил ей из вытрезвителя, чтобы она его забрала.

### Телевидение
- Принимал участие в программе «Вокруг смеха»:
  - 1981 год, выпуск «Наш дом» — пародия на солистов военного ансамбля (совместно с Левоном Оганезовым — пародия на песню «Танец на барабане»); номер «Поющие голубцы» — пародия на ВИА (совместно с Левоном Оганезовым — номер из программы «Выхожу один я»)[52]
  - 1987 год, новогодний выпуск — монолог «Светлана Пална»[53]
  - 1989 год, выпуск о фестивале «Очень-89» — пародия на Анатолия Кашпировского[54]
  - 1990 год, выпуск «Про анекдот» — просит людей на улицах рассказывать анекдоты[55]
- Принимал участие в телевизионных концертах, посвященных Олимпиаде-80 (программа «Здравствуй, Олимпиада!» — пародировал Льва Лещенко, Вахтанга Кикабидзе, Михаила Боярского и Карела Готта[56]) и Олимпиаде в Сараево (программа «Перед стартом» — пародировал Тыниса Мяги и исполнял песню «Если хочешь быть здоров»[57])
- Принял участие в программе «Новогодний аттракцион» (1983) — «Монолог поэта»[58]
- «Телевизионное знакомство» (ведущий Урмас Отт, 1986) — помимо собственно беседы, исполнял монологи в образах — «Искусство и мы», «Экскурсия» (совместно с пианистом Александром Васильевым; оба номера из программы «Нет ли лишнего билетика?»), «Монолог поэта», а также пародии на Льва Лещенко, Вахтанга Кикабидзе, Михаила Боярского, Николая Гнатюка, Юрия Сенкевича (монолог «Клуб кинопутешествий»), Андрея Миронова, Иосифа Кобзона, Тыниса Мяги и Юрия Антонова[26]
- Принял участие в телепередаче «С утра пораньше» (1991, выпуск «Новогодний мульткласс») — исполнил песню «Мишка, Мишка, мой первый цирк»[59]
- Совместно с Татьяной Веденеевой вёл передачи «Однажды осенью» (1985) (исполнял песню «Старый парк», а также пародировал Андрея Миронова и Льва Лещенко)[60] и «Однажды зимой» (1986)[61](исполнял песни «Татьянин день», «Большой хоккей» и пародировал Владимира Этуша)
- На фестивале «Песня-85» сделал пародийный номер с Раисой Мухаметшиной (совместно представляли радиопередачу «Ты, я и песня»)[62]
- Совместно с Жанной Эппле вёл передачу «Вино-шоу-кур»[63]
- Совместно с Львом Лещенко провёл несколько выпусков телепрограммы «Утренняя почта» (программа носила название «Музыкальная почта»)
- Постоянный участник телепередачи «Аншлаг»
- Был членом жюри фестиваля «Голосящий КиВиН» (2003, 2004)

### Радио
Участвовал во многих радиопрограммах, в частности, выступал с пародиями в радиопередаче «С добрым утром!». Исполнял, в частности, следующие пародии:
- «Преподаватель кулинарного техникума» — пародии на Геннадия Хазанова, солистов военного ансамбля и Карела Готта[64]
- «Один за всех» — пародии на Геннадия Хазанова, Анатолия Папанова, Бориса Штоколова и Льва Лещенко[65]
- «Спортивные наблюдения Серого Волка» — пародия на Анатолия Папанова[66] (из цикла «Пародия-80»)

Совместно с Раисой Мухаметшиной вёл радиопрограмму «Ты, я и песня».
Был одним из ведущих программы «Радионяня».

### Фильмография

#### Художественные фильмы
1. 1975 — Ау-у! (новелла «Что наша жизнь?!, или Что наша жизнь?!») — придворный актёр (нет в титрах)
2. 1985 — Проверка на дорогах — немецкий офицер (эпизод)
3. 1981 — Не бойся, я с тобой — вокальные партии Мирзы Бабаева в «Песне Фарзали-бека» и Гасана Турабова в «Песне Джафара»
4. 1993 — Пистолет с глушителем — Джек
5. 1998 — Военно-полевой романс
6. 2003 — Снежная королева — главный разбойник
7. 2007 — Королевство кривых зеркал — участник конкурса «Кривовидение» из Африки
8. 2008 — Золотая рыбка
9. 2017 — Матильда (продюсер фильма)

#### Фильмы-концерты
1. 1982 — «На эстраде Владимир Винокур» — отрывки из моноспектакля «Выхожу один я»; «Монолог старшины»; процесс озвучки мультфильма «Салют, Олимпиада»; пародии на Бориса Штоколова, Льва Лещенко, Вахтанга Кикабидзе, Муслима Магомаева, Карела Готта, Михаила Боярского, Анатолия Папанова и Николая Сличенко[27]
2. 1982 — «Конкурс в магазине „Мелодия“» — директор магазина (председатель жюри), профессор-певец, виолончелист, пианист, скрипач (члены жюри)[68]
3. 1985 — «Что такое „Ералаш“?» — пародии на Бориса Штоколова, Льва Лещенко, Вахтанга Кикабидзе, солистов военного ансамбля, Юрия Антонова и Тыниса Мяги[25]
4. 1985 — «С различных точек зрения» (фильм о творчестве Евгения Петросяна) — пародия на Евгения Петросяна[69]
5. 1986 — «В кругу друзей» — пародийный номер «Дымовая завеса» (исполнен с Ильей Олейниковым и Романом Казаковым); монолог «Искусство и мы»; номер «Певец и пианист» (исполнен с Левоном Оганезовым); куплеты «Пожалейте пародиста» (пародия на песню «Полюбите пианиста», пародийный текст Вадима Дабужского); пародии на Льва Лещенко и Вахтанга Кикабидзе (совместно с Галиной Базаркиной, пародировавшей Нани Брегвадзе, Аллу Пугачёву и Валентину Толкунову) кроме того, в концерте выступали Аркадий Арканов, Лион Измайлов, Вадим Дабужский, Михаил Задорнов, Лев Лещенко, Илья Резник, Раймонд Паулс и ансамбль «Кукушечка»[70]
6. 1988 — «Приглашение на вечер» — отрывки из спектаклей; интервью с Александром Калягиным, Владиславом Третьяком, Юрием Никулиным, Геннадием Хазановым, Евгением Мартыновым и Львом Лещенко; пародии на Александра Розенбаума, Льва Лещенко, Бориса Штоколова, Николая Сличенко, Адриано Челентано и Иосифа Кобзона; пародия Михаила Евдокимова на Владимира Винокура

#### Озвучивание мультфильмов
1. 1979 — «Салют, Олимпиада!» — Олимпийский Мишка, вокальные партии
2. 1979 — «Последние волшебники»
3. 1984 — «Волк и телёнок» — Медведь, подросший Теленок, Бык[71]
4. 1985 — «На заре во дворе» — Индюк
5. 1990 — «Приключения кузнечика Кузи»[72]

### Дискография

#### Сольные пластинки
- Пародия-80 (1983), фирма «Мелодия», C60—13279-80[73]. В диск входят:

- Цикл пародий «Пародия-80», посвященных Олимпиаде-80 (авторы Г. Минников, А. Левин) — пародии на Бориса Штоколова, Анатолия Папанова, Владимира Высоцкого, Геннадия Хазанова, Николая Сличенко, солистов военного ансамбля, Муслима Магомаева и Льва Лещенко
- Монологи: «Я отдыхаю» (автор Л. Измайлов); «Монолог старшины» (авторы Л. Якубович, М. Кочин); «Жертва гипноза» (автор Е. Смолин)

- Пою своим голосом. Песни Андрея Никольского (1996)

#### С участием

##### Как актёр
- Робер Планкет, «Корневильские колокола» (оперетта, 1973) — Нотариус[74]
- Кара Караев, Неистовый гасконец (музыкальная романтическая комедия, 1979)[75]
- Приключения кузнечика Кузи (1983) — Мурёнка[76]
- Весёлые уроки Радионяни (1984—1985), пластинки 1—10[77]
- Разыскивается кузнечик Кузя (1989) — Мурёнка[78]

##### Как певец
- Б. Савельев. Песни на стихи Ю. Тувима (1981) — исполнил песни «Песенка пана Трулялинского», «Пляска», «Чудеса», «Рыцарь», «Трудный счёт», «Письмо ко всем детям» (совместно с Ольгой Рождественской)[79]
- Танцуйте сидя. Песни на стихи М. Пляцковского (1987) — исполнил песни «Танцуйте сидя» и «Нужно спортом заниматься»[80]
- В. Приходько. «Весёлый огонь». Стихи и песни (1988) — исполнил песню «Чудеса» (совместно с Ольгой Рождественской)[81]

##### В журнале «Кругозор»
- № 6, 1978 — пародии на солистов военного ансамбля, Геннадия Хазанова, Льва Лещенко, Анатолия Папанова и Карела Готта
- № 12, 1979 — пародии на Геннадия Хазанова, Льва Лещенко, Анатолия Папанова, интервью со Львом Лещенко и Владимиром Винокуром, песня «Танцуйте сидя»
- № 7, 1980 — пародии на Геннадия Хазанова, Льва Лещенко, Михаила Боярского и Вахтанга Кикабидзе
- № 7, 1981 — пародии из программы «Выхожу один я» (на Геннадия Хазанова, Анатолия Папанова, Муслима Магомаева, Николая Сличенко и Михаила Боярского)
- № 2, 1984 — пародии из программы «Нет ли лишнего билетика» (на Эдуарда Хиля, Валерия Леонтьева, Льва Лещенко и Тыниса Мяги)
- № 10, 1990 — фрагменты спектакля «Здравствуйте!» (монологи «Франсуа» и «Цунамочка»)

### Песни

#### Соло
- Большой хоккей[48][82]
- Вечное движение (из фильма «Эта весёлая планета»)
- Воспитание
- Голова
- Года прошли
- Еврейская свадьба (авт. А. Розенбаум)
- Кутюрье
- Кушай
- Мама
- Одесситки
- Оперу люблю
- Отец
- Сухой закон
- Тамара
- Танго
- Татьянин день[48]
- Только любовь
- Тройка
- Ходячая пародия
- Цица-Марица[83]
- Эх раз, ещё раз
- Я куплю велосипед (автор текста — С. Кондратьев)

#### С другими артистами
- Трио (со Львом Лещенко и Лаймой Вайкуле)
- Во кузнице (со Львом Лещенко)[27]
- Гей, славяне (со Львом Лещенко)
- Дай мне денег раскрутиться (со Львом Лещенко и Ладой Дэнс)
- Двойники (со Львом Лещенко)
- Двуглавый орёл (со Львом Лещенко)
- Дедовская сила (со Львом Лещенко)
- Забытый мотив (с Раисой Мухаметшиной)[84]
- Кепочка (со Львом Лещенко)
- Лапти (со Львом Лещенко)
- Мачо (с Жасмин)
- На посошок (со Львом Лещенко)
- Песенка пана Трулялинского (с Ольгой Рождественской)
- Песня Красной Шапочки (с Марией и Анастасией Толмачёвыми)[85]
- Письмо ко всем детям (с Ольгой Рождественской)
- Пляска (с Ольгой Рождественской)
- Последняя электричка (с Владимиром Макаровым и Львом Лещенко)[86]
- Рыцарь (с Ольгой Рождественской)
- Старый парк (с Татьяной Веденеевой)[87]
- Танцуйте сидя (с большим детским хором ЦТ и ВР им. В. Попова)[88]
- Чмоки-чмоки (с Наташей Королёвой)
- Чудеса (с Ольгой Рождественской)
- Эй, друг (со Львом Лещенко и Александром Буйновым)

### Номера, исполненные с другими артистами

#### Скетчи
- «Склероз на двоих» (с Романом Казаковым; ремейк номера — с Юрием Гальцевым)
- «Забросы судьбы» (с Ефимом Александровым; в ремейке номера принял также участие Евгений Петросян)
- «Живым от нас никто не уйдет» («Поликлиника») (с Ефимом Александровым)
- «Новые русские» (со Львом Лещенко)
- «Фотограф» (с Юрием Аскаровым)
- «Блиндаж» (с Еленой Воробей)
- «Проверяющий из гороно» («Типография Гознак») (с Игорем Христенко)
- «Здоровье не купишь» (с Игорем Маменко)
- «Брачное агентство» (с Игорем Маменко)
- «Психиатр» (с Ланой Крымовой)[89]

#### Пародии
- «Бедолаги» (пародия на народный ансамбль; исполнена с Ефимом Александровым)
- «Богатые цыгане никогда не плачут» (пародия на цыганский хор, посвящённая телесериалу «Богатые тоже плачут»; с Ефимом Александровым)
- «Дан приказ о сокращении» (пародия на военный ансамбль; с Ефимом Александровым)[90]
- «Электронная сваха» (пародия на оперетту; с Ефимом Александровым)[91]
- Пародия на Вахтанга Кикабидзе и Аллу Пугачеву (с Галиной Базаркиной[70])
- Пародия на Льва Лещенко и Валентину Толкунову (с Галиной Базаркиной)[70]
- Пародия на Дмитрия Хворостовского и Александра Серова (с Максимом Галкиным)

## В культуре

### Документальные фильмы и телепередачи
- «Винокур и Лещенко. „История одной дружбы“» («Первый канал», 2006)[92]
- «Владимир Винокур и Тамара Первакова. „Свадебный переполох“» («Первый канал», 2013)[93][94]
- «Владимир Винокур. „Смертельный номер“» («ТВ Центр», 2018)[95]
- «Лёвчик и Вовчик» («Первый канал», 2021)[96]

### Пародии на Владимира Винокура
- На эстраде Владимира Винокура пародировали Михаил Евдокимов[97], Михаил Грушевский, Игорь Христенко[98], Николай Лукинский[99], Максим Галкин[100], Юрий Гальцев[101].
- Дважды был спародирован в телепередаче «Большая разница».

### Песни, ему посвящённые
- Чайки белые летят (исп. Александр Розенбаум)[102]
- Папа, я чувствую крылья (исп. Анастасия Винокур)[103]

## Награды
Почётные звания:
- Заслуженный артист РСФСР (18 октября 1984) — за заслуги в области советского эстрадного искусства[104]
- Народный артист РСФСР (26 мая 1989) — за большие заслуги в области советского искусства[105]
- Народный артист Кабардино-Балкарской Республики (19 марта 2018) — за большой вклад в развитие отечественной культуры и искусства[4]

Ордена и медали:
- Орден Трудового Красного Знамени
- Орден «Знак Почёта» (17 декабря 1990)
- Юбилейная медаль «300 лет Российскому флоту» (1996)
- Медаль «В память 850-летия Москвы» (26 февраля 1997)
- Орден Почёта (27 июля 2000) — за большой вклад в развитие отечественного эстрадного искусства[106]
- Орден «За заслуги перед Отечеством» IV степени (29 ноября 2003) — за большой вклад в развитие эстрадного искусства[107]
- Орден «За заслуги перед Отечеством» III степени (22 марта 2008) — за большой вклад в развитие отечественного эстрадного искусства и многолетнюю творческую деятельность[108]
- Орден Дружбы (2 сентября 2013) — за большие заслуги в развитии отечественной культуры и искусства, многолетнюю плодотворную деятельность[109]
- Орден «За заслуги перед Отечеством» II степени (3 мая 2018) — за большой вклад в развитие отечественной культуры и искусства, многолетнюю плодотворную деятельность[110]
- Орден «За заслуги перед Отечеством» I степени (6 июня 2023) — за большой вклад в развитие отечественной культуры и искусства, многолетнюю плодотворную деятельность[111]

Ведомственные награды:
- Медаль «За укрепление боевого содружества» (Минобороны России)
- Медаль «Участнику военной операции в Сирии»
- Медаль «200 лет Министерству обороны»
- Медаль «За содействие» (25 июня 2018)[112]

Региональные награды:
- Почётный гражданин Курской области[113]
- Памятный знак «За Труды и Отечество» (Курская область)[114]

Иностранные награды:
- орден Достык II степени (Казахстан, 2014) — за весомый вклад в укрепление дружбы и сотрудничества между народами Казахстана и России[115]

Другие награды, премии, поощрения и общественное признание:
- лауреат Кубка Аркадия Райкина, международный фестиваль «More smeha», Рига (1996)
- Благодарность Президента Российской Федерации (22 марта 2003) — за большие заслуги в развитии отечественного эстрадного искусства[116]
- Почётная грамота Правительства Москвы (26 марта 2003) — за заслуги в развитии эстрадного искусства и активную общественную деятельность[117]
- нагрудный знак Министерства культуры Российской Федерации «За вклад в российскую культуру» (2018)[118]

## Факты
- Крылатая фраза «Кто не курит и не пьёт, тот здоровеньким помрёт» впервые появилась в пародии Винокура на Анатолия Папанова[119]. Автор фразы — Леонид Якубович[120].
- В 1968 году был свидетелем расстрела на Привокзальной площади Курска[121].
- Когда Владимир Винокур перешёл в ансамбль «Самоцветы», министерство культуры назначило ему достаточно высокую концертную ставку — 20 рублей. Когда в стране развернулась кампания по выявлению незаконных доходов в сфере развлечений высокой ставкой молодого артиста заинтересовались в прокуратуре, и Винокуру пришлось давать объяснения[122].
- По словам Винокура, он первым сделал пародию на Михаила Горбачёва, причём в его присутствии; Горбачёву пародия понравилась[123].
- После победы юмориста Михаила Евдокимова на губернаторских выборах в Алтайском крае Владимиру Винокуру предлагали баллотироваться на пост губернатора Курской области, но он отказался[124].
- В 1986 году вместе со Львом Лещенко опоздал на последний рейс лайнера «Адмирал Нахимов», который затонул в порту в Новороссийске.
- Владимир Винокур снялся в одном из клипов Тимати[125].
- В 2000 году был соучредителем торговой марки собственного имени ЗАО «Винокур-Холдинг», занимающейся производством продуктов питания и алкоголя[126][127]. Предприятие было закрыто в 2017 году.